# Пэйдел, Рут
Рут София Пэйдел (англ. Ruth Sophia Padel; род. 8 мая 1946, Вестминстер, Большой Лондон)  — британская поэтесса и писательница.

## Биография
Дочь Дж. Пэйдела и внучки Чарлза Дарвина, являясь   по материнской линии его правнучкой. Училась в Лондоне и Оксфорде; в последнем — др.-греч. языку, и работала там над докторской по др.-греч. поэзии (на основе которой впоследствии вышли две первых её нон-фикшн книги — в 1992 и 1995); а затем работала в Оксфорде — преподавала др.-греч., также иногда в Кембридже; после также преподавала др.-греч. в лондонском Биркбек-колледже. Также преподавала в Принстоне. Занималась в Свободном ун-те в Берлине, в Сорбонне и в Британской школе в Афинах.
В 1998—2001 годах вела еженедельную воскресную колонку в «Independent» (на основе этой своей работы она затем выпустила две книги — в 2002 году и в 2006 году).
В 2004-2006 годах — председатель Поэтического общества Великобритании (en:Poetry Society). В 2009 году была избрана профессором поэзии Оксфорда, однако почти сразу покинула пост из-за скандала.
Ведёт радиопередачу на Би-би-си. В 2013 году стала профессором поэзии в Королевском колледже Лондона.
Член Королевского литературного общества, член совета Зоологического общества Лондона.
Впервые выступила в лит. печати с брошюрой «Алиби» в 1985 году. Автор 19 книг. В 2010 году вышел её первый роман.
Важное место в её жизни занимает музыка, она играет и поёт, а также исполняет под музыкакальное сопровождение свои стихи.
В 1984—2000 годы была замужем за Майлсом Бернитом.